# Onthophagus punthari
Onthophagus punthari är en skalbaggsart som beskrevs av Ross Storey 1977. Onthophagus punthari ingår i släktet Onthophagus och familjen bladhorningar. Inga underarter finns listade i Catalogue of Life.